# Auguste Daumain
Auguste Moïse Daumain (ur. 31 lipca 1877 w Selles-sur-Cher, zm. 7 grudnia 1938 w Santiago) – francuski kolarz torowy i szosowy, brązowy medalista olimpijski.

## Kariera
Największy sukces w karierze Auguste Daumain osiągnął w 1900 roku, kiedy zdobył brązowy medal w wyścigu na 25 km podczas igrzysk olimpijskich w Paryżu. W zawodach tych wyprzedzili go jedynie jego rodak Louis Bastien oraz Brytyjczyk Lloyd Hildebrand. Był to jednak jedyny medal wywalczony przez Daumaina na międzynarodowej imprezie tej rangi. Przeszedł na zawodowstwo w 1903 roku, jednak już w 1905 roku zakończył karierę. Brał udział w pierwszych trzech edycjach Tour de France: w 1903 i 1905 roku nie ukończył rywalizacji, ale w 1904 roku zajął szóstą pozycję w klasyfikacji generalnej.